# Bob Hatton
Robert James Hatton, più conosciuto con il diminutivo Bob Hatton (Kingston upon Hull, 10 aprile 1947) è un ex calciatore inglese, di ruolo attaccante.

## Carriera
Esordisce tra i professionisti nella stagione 1966-1967 all'età di 19 anni realizzando 7 reti in 10 presenze nella seconda divisione inglese con la maglia del Wolverhampton, club in cui per alcuni anni aveva già giocato anche a livello giovanile; a stagione in corso si trasferisce al Bolton, altro club di seconda divisione, dove rimane fino al termine della stagione 1967-1968 per complessive 24 presenze e 2 reti in partite di campionato. Trascorre poi la stagione 1968-1969 giocando con maggior regolarità (33 presenze e 7 reti) in terza divisione con il Northampton Town, ma nell'estate del 1969 dopo la retrocessione del club in quarta divisione viene ceduto per 8000 sterline al Carlisle Utd, club di seconda divisione, dove giocando in attacco in coppia con Hugh McIlmoyle segna 37 reti in 93 partite di campionato nell'arco di due stagioni (in particolare, va in rete per 24 volte in 46 partite nella stagione 1970-1971). Nell'ottobre del 1971, dopo aver giocato 15 partite nella Second Division 1971-1972 con il Carlisle, passa per 80000 sterline al Birmingham City, altro club di seconda divisione, con cui a fine stagione conquista una promozione in prima divisione. Tra il 1972 ed il 1976 gioca quindi in massima serie con il Birmingham City, che lascia nell'estate del 1976 dopo complessive 58 reti in 175 partite di campionato quando viene ceduto per 60000 sterline al Blackpool.
Con i Tangerines nella stagione 1976-1977 giocando in coppia con Mickey Walsh realizza 10 reti e sfiora la promozione in prima divisione (il club si piazza infatti al quinto posto in classifica, ma di fatto ad un solo punto di distacco dal terzo posto che avrebbe garantito la promozione); nella stagione seguente Hatton ottiene invece maggior successo a livello individuale, visto che le 22 reti messe a segno gli valgono il titolo di capocannoniere del campionato, che però nonostante questo si conclude a sorpresa con la retrocessione in terza divisione del Blackpool, che in estate lo cede al Luton Town, club con cui Hatton trascorre un ulteriore biennio in seconda divisione, mettendovi a segno 29 reti in 82 presenze.
Nell'estate del 1980, all'età di 33 anni, scende a sorpresa a giocare in terza divisione allo Sheffield Utd, con cui peraltro al termine della stagione 1980-1981 retrocede addirittura in quarta divisione, dove con il compagno di reparto Keith Edwards (che sarà capocannoniere del campionato con 36 reti) forma uno dei migliori reparti offensivi del torneo, che viene infatti vinto dalle Blades; dopo il ritorno in terza divisione, si trasferisce al Cardiff City: qui, con 9 reti in 30 partite di campionato, contribuisce alla promozione in seconda divisione dei Bluebirds. Si tratta peraltro di fatto della sua ultima stagione in carriera: torna infatti brevemente in attività nel gennaio del 1984, accasandosi agli irlandesi del Dundalk, militanti nella prima divisione irlandese: dopo una sola presenza in Coppa d'Irlanda (conclusasi peraltro con l'eliminazione del club dal torneo), lascia però il Dundalk e contestualmente anche il calcio giocato, ritirandosi all'età di 37 anni.
In carriera ha totalizzato complessivamente 617 presenze e 215 reti in partite dei campionati della Football League.

## Palmarès

### Club

#### Competizioni nazionali
- Campionato inglese di quarta divisione: 1

Sheffield United: 1981-1982

### Individuale
- Capocannoniere della seconda divisione inglese: 1

1977-1978 (22 gol)